# Timarco

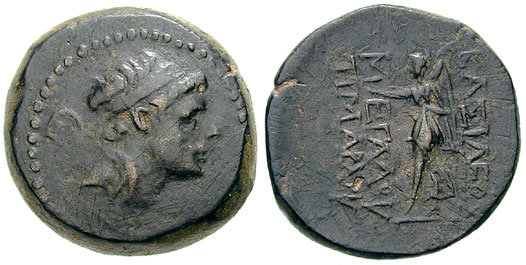
Moneda de Timarco. El reverso muestra a Niké, mientras que la inscripción reza Basileos Megalou Timarchou ("del gran rey Timarco").

Timarco (griego: Τίμαρχος) fue un usurpador del Imperio seléucida entre los años 163 y 160 a. C.
Noble griego, posiblemente de Mileto (Asia Menor), Timarco se hizo amigo del príncipe seléucida Antíoco IV Epífanes durante su tiempo como rehén en Roma. Cuando en 175 a. C. Antíoco llegó al trono, él fue nombrado gobernador de Media, en el oeste de Irán, y su hermano Heráclides ministro de la hacienda real. La zona persa del Imperio se veía amenazada por el reino parto, y Timarco pasó probablemente la mayor parte de su tiempo reforzando las defensas. El reino seléucida se extendía por entonces hasta el área de Teherán.

## Reinado y muerte
En los disturbios siguientes a la muerte de Antíoco IV durante la campaña persa de 163 a. C., Timarco consiguió convertirse en más o menos gobernador independiente de Media contra Lisias, regente del rey niño Antíoco V Eupátor, hijo de Antíoco IV.
En 162 a. C., Demetrio I, el legítimo heredero del trono seléucida, se convirtió en rey, matando tanto a Lisias como al joven Antíoco V. Esto pudo haber actuado como un pretexto por el que Timarco se atrevió a dar el último paso hacia la independencia y autoproclamarse rey.
Timarco expandió su reino sobre Babilonia, donde la historia de su reinado fue inscrita en los calendarios astronómicos. Sus fuerzas, sin embargo, no pudieron resistirse a las del auténtico rey Demetrio: Timarco fue derrotado y muerto en 160 a. C., y el Imperio seléucida volvió temporalmente a unirse de nuevo.
Timarco fue uno de los últimos reyes helenísticos en Irán, pero por desgracia, poco se sabe de su reinado, salvo por la corta —y estereotípica— mención de Timarco por Apiano como un tirano. En sus monedas, introdujo el epíteto de "Gran Rey" (Basileus Megas), título tradicional aqueménida que puede reflejar un esfuerzo por ganar el apoyo de los nativos en un momento en que el Imperio seléucida había perdido terreno en Irán. Timarco se inspiró el rey bactriano Eucrátides el Grande, que había tomado el mismo título solo unos años antes.
Timarco fue sobrevivido y vengado por su hermano Heráclides, que se convertiría en defensor de Alejandro Balas, un muchacho que decía ser un hijo natural de Antíoco IV. Heráclides convenció al Senado romano para que apoyase al joven pretendiente contra Demetrio, quien fue derrotado y muerto en 150 a. C.  Por lo tanto, la familia de Timarco contribuyó no poco a la desintegración del Imperio seléucida.